# Čakany
Čakany (bis 1927 slowakisch „Knitteldorf“/„Kleiterdorf“; deutsch Knitteldorf, ungarisch Pozsonycsákány – bis 1907 Csákány) ist eine Gemeinde im Okres Dunajská Streda in der westlichen Slowakei. Sie gehört zum Landschaftsverband Trnavský kraj.
Der Ort wurde 1254 erstmals schriftlich als Chakan erwähnt. Bis 1918 war der Ort Teil des Königreichs Ungarn, danach gehörte er zur neu entstandenen Tschechoslowakei. Auf Grund des Ersten Wiener Schiedsspruches kam er aber erneut von 1938 bis 1945 zu Ungarn.
Ältere deutschsprachige Namensformen sind Kleitendorf, Kleiterdorf, Knittelsdorf, Schakkensdorf.

## Bevölkerung
| Jahr:                | 1994. | 2004.   | 2014.   | 2024.   |
| -------------------- | ----- | ------- | ------- | ------- |
| Anzahl der Personen: | 526   | 574     | 606     | 621     |
| Unterschied:         |       | +9,12 % | +5,57 % | +2,47 % |

| Jahr:                | 2023. | 2024.   |
| -------------------- | ----- | ------- |
| Anzahl der Personen: | 625   | 621     |
| Unterschied:         |       | -0,64 % |